# Ciriaco de Mita
Luigi Ciriaco De Mita (Nusco, Avellino, 2. veljače 1928.), talijanski je političar, član stranke Kršćanska Demokracija, a kasnije stranke Unione di Centro. Bio je premijer Italije od 1988. do 1989.

## Nagrade i politička karijera
Luigi Ciraco De Mita je završio pravo na katoličkom sveučilištu u Milanu 1953.
De Mita je bio predsjednik stranke Kršćanska Demokracija (DC) 1982. – 1989. i vođa nacionalnog kongresa stranke (1989-1992). Bio je član talijanskog zastupničkog doma u periodima 1963. – 1994. i 1996. – 2008.
De Mita je bio ministar industrije 1973., ministar vanjske trgovine 1974., ministar južne Italije 1976. i predsjednik vlade od 13. travnja 1988. do 22. srpnja 1989. Bio je član Europskog parlamenta u periodima 1984. – 1988., 1999. – 2004. i zatim 2009. godine.